# Ricardo Viñes
Répertoire
- Claude Debussy :
  - Pour le piano (1902),
  - Estampes (1904),
  - L'Isle joyeuse (1905),
  - Masques,
  - Images, première (1905) et deuxième série (1908)
- Maurice Ravel :
  - Menuet antique (avril 1898),
  - Pavane pour une infante défunte (avril 1902),
  - Jeux d'eau (avril 1902),
  - Miroirs (janvier 1906)
  - Gaspard de la nuit (janvier 1909)

Ricardo Viñes, né le 5 février 1875 à Lérida et mort le 29 avril 1943 à Barcelone, est un pianiste espagnol.
Il doit en partie sa notoriété à son amitié avec Maurice Ravel, Claude Debussy et Manuel de Falla, qui lui dédie sa Nuit dans les jardins d'Espagne. Il est également le professeur de piano de Francis Poulenc.

## Biographie

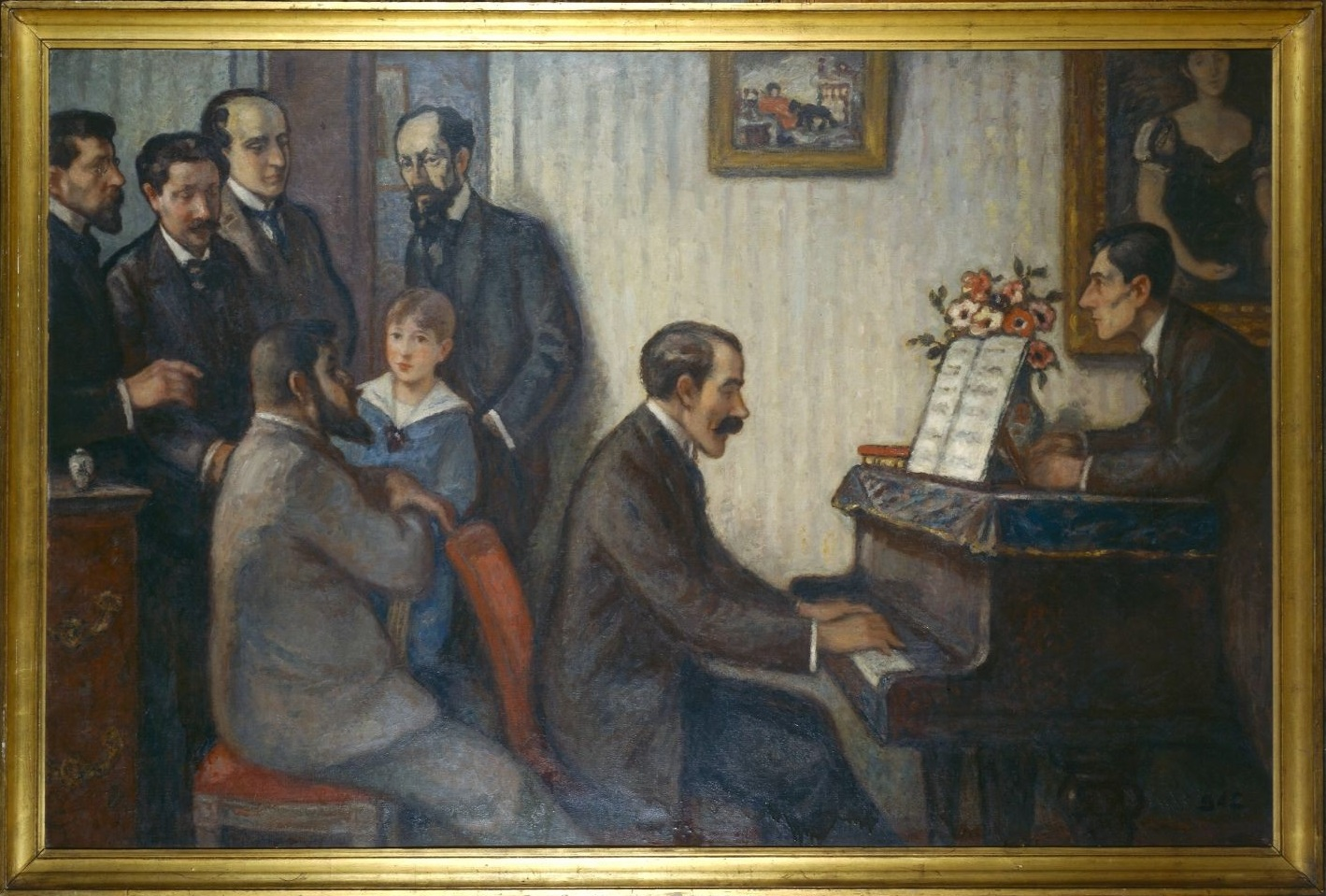
Réunion de musiciens chez M. Godebski par Georges d'Espagnat (1910, Paris, Bibliothèque-musée de l'Opéra). Ce tableau montre Cipa Godebski et son fils Jean chez eux 22 rue d'Athènes à Paris, entourés de musiciens du cercle des Apaches, Florent Schmitt, Déodat de Séverac, Michel-Dimitri Calvocoressi, Albert Roussel, Ricardo Viñes (au piano), Maurice Ravel.

Ricardo Viñes naît dans une famille où son père est avocat et sa mère musicienne. Il commence sa formation dans sa ville natale, avec un musicien nommé Joachim Terrasa, puis entre au Conservatoire de Barcelone dès 1885. Il y remporte son prix de piano dans la classe de Juan Pujol en 1887. Il s'installe ensuite à Paris. Il se perfectionne au Conservatoire de Paris sous la direction de Charles de Bériot et obtient son premier prix en 1894. Il étudie également la musique de chambre avec Benjamin Godard et l'écriture et l'harmonie avec Albert Lavignac,. Maurice Ravel et Viñes étudient dans la même classe et ont une grande influence réciproque. Il fit partie du cercle des Apaches de 1902 à 1914 et ce fut lui-même qui trouva le nom au groupe.
Il se produit pour la première fois en 1895 et devient l'un des plus fervents défenseurs de la musique française et espagnole. En 1905, il donne une série de concerts historiques qui couvrent la musique pour clavier de Cabezon à Debussy. Même s'il donne des concerts à Londres, Berlin ou d'autres centres musicaux, sa carrière se déroule essentiellement à Paris. Il est, entre 1916 et 1919, un intervenant actif dans les samedis de la salle Huyghens.
De 1930 à 1935, il vit en Amérique du Sud. À son retour il joue les œuvres du jeune Olivier Messiaen, avant de prendre sa retraite à Barcelone.
« Pianiste extraordinaire, particulièrement ouvert à la musique contemporaine », Viñes a créé la plupart des plus grands chefs-d'œuvre de Debussy : Pour le piano (1902), Estampes (1904), L'Isle joyeuse (1905), Masques, Images, première (1905) et deuxième série (1908) ; ainsi que de Ravel :  Menuet antique (avril 1898), Pavane pour une infante défunte (avril 1902), Jeux d'eau (avril 1902), Miroirs (janvier 1906) et Gaspard de la nuit (janvier 1909). Ce dernier lui dédia le Menuet antique et la deuxième pièce des Miroirs, intitulée Oiseaux tristes. Il assure la création d'autres œuvres de Fauré, Delannoy, Poulenc, Sauguet, Duret, Schmitt et Tailleferre.
Si Falla lui dédie les Nuit dans les jardins d'Espagne, Debussy lui offre Poissons d'or (livre II des Images), Enrique Granados El fandango de candil (des Goyescas) et Satie ses Pièces froides.
Viñes est reconnu pour ses interprétations de la musique française et espagnole et d'œuvres russes. Outre les compositeurs précédemment cités, ses contemporains Erik Satie, Déodat de Séverac et Isaac Albéniz figurèrent à son répertoire. Il est également un diffuseur des compositions d'Eduardo Caba.

### Journal
Ricardo Viñes a tenu pendant une vingtaine d'années un journal (jusqu'en 1915), extraordinaire témoignage de la vie musicale, artistique et de toute une société qu'il fréquenta (en particulier les salons parisiens, les peintres et les écrivains du courant symboliste). Lié d'amitié avec Gustave Fayet et Odilon Redon, il séjourna à plusieurs reprises à l'abbaye de Fontfroide. Dans son journal, l'on découvre un Ricardo Viñes intime, catholique convaincu et homme passionné :

« […] Le soir, pour la première fois depuis mon arrivée, nous avons fait de la musique dans la salle réservée à cet usage. Nous avons d’abord joué à quatre mains, Burgsthal et moi, la Symphonie en la de Borodine, le Capriccio espagnol de Rimski et les Reflets d’Allemagne de Schmitt. Ensuite, moi seul, les Danzas españolas en do mineur et mi mineur de Granados, les Sevillanas et Granada d’Albéniz, enfin la Sérénade et le Scherzo en la bémol majeur de Borodine. Puis Burgsthal joua sur l’harmonium deux pièces de Franck que je lui demandai : celle si funèbre en fa dièse mineur et celle en mi majeur qui semble être un vieux Noël et qui est, d’après moi, la plus belle de tout le recueil. Je les écoutai appuyé au grand vitrail, regardant le cimetière éclairé par la lune, je pensai à maman et je pleurai presque. Que c’est beau la musique de Franck dans ce monastère, avec cette lumière venant du cimetière. »

— Ricardo Viñes, Journal inédit, dimanche 10 septembre 1911.

« […] discussion religieuse qui a duré jusque dans l’après-midi. Elle a été d’une rare violence : moi contre tous, c’est-à-dire contre Mme Fayet, Bacou, Ginette Borrel et les Burgsthal, actuellement bouddhistes. Mon idée c’est de convertir les Burgsthal. »

— Ricardo Viñes, Journal inédit, samedi 17 septembre 1911.
Ses notes quotidiennes relatent ainsi de nombreux faits comme les panneaux (Le Jour, la Nuit, le Silence) qu'Odilon Redon peint en 1911-1912 dans la bibliothèque de Fontfroide :

« [Redon] me fit poser un moment pour me faire figurer dans un second panneau décoratif de la bibliothèque afin de représenter un feu follet. C’est fort bien venu (rien qu’une tête). Plus tard, j’ai pris des photos de ce panneau, avec Redon devant. »

— Ricardo Viñes, Journal inédit, samedi 10 septembre 1910.

### Enregistrements
De célèbres musiciens notamment pianistes ont été gravés dès les débuts de l'ère de la musique enregistrée (certains l'ont même déjà été sur cylindre) : Debussy, Paderewski, Raoul Pugno (1903), Risler, Saint-Saëns (en 1904) pour n'en citer que quelques-uns. Ricardo Viñes, quant à lui, ignore le disque durant toutes ces années. Il n'y viendra qu’à la fin des années 1920 (comme beaucoup d’autres, notamment Toscanini) lorsque les avancées techniques dues à l’enregistrement électrique améliorèrent sensiblement la qualité sonore de la musique enregistrée. Avant cela, il reste donc un pianiste de concert, un interprète, qu'on ne peut entendre qu'au concert. Il jouera d'ailleurs au disque comme au concert. Sa technique de jeu était fondée sur la recherche de sonorités et sur un travail complexe des pédales, suivant en cela les conseils de  Debussy. Mais ces effets passent moins bien au disque.
Lorsqu'enfin Viñes passe dans les studios, en 1929–1930, c’est à la demande de HMV/Columbia France, société qui s’était équipée en 1926 pour utiliser la technologie de l’enregistrement électrique. Ce premier contrat (sans doute signé en 1928) permettra au pianiste catalan d’enregistrer plusieurs disques avec des œuvres de Debussy qui lui avaient été dédiées, d'Albéniz, Blancafort, Turina et Falla. Ces disques seront bien distribués en France et à l’étranger même si les chiffres de ventes paraissent dérisoires. N’oublions pas qu’il s’agit, pour l’époque, principalement d'œuvres de musique savante contemporaine ou « musique moderne » (comme l'annonçaient certaines affiches de concerts de Ricardo Viñes). Le disque Albeniz/Blancafort (LFX-73) par exemple, sera vendu à 796 exemplaires dans l’année suivant sa sortie.
En 1936, cette fois sous contrat avec la filiale française de Gramophone, les enregistrements sont consacrés à des compositeurs sud-américains et à Gluck. Au total, le legs discographique et radiophonique de Ricardo Viñes est réduit, surtout en comparaison d’autres pianistes également réputés de son temps.

## Œuvre
Comme compositeur, l'œuvre de Viñes la plus connue reste ses hommages :
- Deux hommages à Séverac et Satie (1924),
- En Verlaine mineur à Gabriel Fauré, Menuet spectral, en mémoire de Maurice Ravel (1938), Thrénodie, ou Funérailles antiques: hommage à la mémoire d'Erik Satie (1927), Crinoline ou La Valse au temps de la Montijo, à Léon-Paul Fargue (1927)[14].

### Écrits
Ricardo Viñes laisse des articles sur la musique espagnole dans des publications en France et en Espagne.
- Journal inédit de Ricardo Viñes : Odilon Redon et le milieu occultiste (1897-1915)  (recueilli et annoté par Suzy Levy), Aux Amateurs de livres, 1987 (1re éd. 1980), xxx-236 (ISBN 2-905053-25-9, OCLC 807864059)